# Вольфганг Кеттерле
Вольфганг Кеттерле (нім. Wolfgang Ketterle; нар. 21 жовтня 1957, Гейдельберг, Німеччина) — німецький фізик, лауреат Нобелівської премії з фізики за 2001 р., спільно з Еріком Корнеллом і Карлом Віманом.

## Біографія
Вольфганг Кеттерле був другою дитиною в сім'ї з трьох дітей. Закінчив курси підготовки до університету (Abitur) в гімназії імені Бунзена в Гейдельбергу. У 1976 році приступає до вивчення фізики в Гейдельберзькому університеті. Після переддиплому переходить в Мюнхенський технічний університет, де починає займатися теоретичною фізикою. У 1982 році захищає диплом за темою релаксації спіна в неврегульованих матеріалах і переходить до інституту квантової оптики товариства Макса Планка в Гархінгу. Згодом переходить в Мюнхенський університет імені Людвіга Максиміліана в групу Герберта Вальтера, де в 1986 році захищає дисертацію по темі «Спектроскопія гідридів гелію і трьохатомних молекул водню».
Після перебування в Гархінгу Кеттерле повертається в Гейдельберг, де на кафедрі Юргена Вольфрума проводить дослідження по моторах внутрішнього згорання. 1990 року він знову міняє область діяльності і переселяється в США, щоб у групі Дейва Прітчарда працювати над завданням охолодження лазером. У 1993 році він приєднався до фізичного факультету МТІ, де досі займає кафедру фізики, спонсоровану фондом імені Джона Мак-Артура.
У 1986 році Кеттерле одружився з Габріеллою Зауер, з якою він був знайомий ще зі шкільної лави. У нього три дитини — Йонас (р. 1986), Йоганна (р. 1988) і Хольгер (р. 1992)

## Досягнення
Під час аспірантури Кеттерле вдалося довести існування гідриду гелію (HeH) і вперше отримати спектри цієї молекули. Під час постдоковської роботи в Гархінгу йому вдалося, крім того, повністю пояснити ці спектри. Пізніше Герберт Вальтер описав його роботу одним реченням: «Він створив нову область фізики і сам же її вбив».
У 1995 році Кеттерле був одним із перших, кому вдалося створити конденсат Бозе — Ейнштейна. У 1997 р. він продемонстрував атомний лазер.
У 2001 р., спільно з Еріком Корнеллом і Карлом Віманом був удостоєний Нобелівської премії з фізики «за експериментальне спостереження бозе-ейнштейнівської конденсації в розріджених газах атомів лужних металів і за перші фундаментальні дослідження властивостей таких конденсатів».
Став членом Гайдельберзької академії наук.

## Нагороди (не повністю)
- 1996 — Стипендіат Давіла і Люсі Паккард
- 1997 — Премія імені Рабі, Американське фізичне товариство
- 1997 — Премія імені Густава Герца, Німецьке фізичне товариство
- 1998 — Нагорода журналу Діскавері за технічні інновації
- 1999 — Премія імені Фріца Лондона з фізики низьких температур
- 1999 — Премія імені Данні Хайнемана, Геттінгенська академія наук
- 2000 — Медаль імені Бенджаміна Франкліна з фізики
- 2001 — Нобелівська премія з фізики
- 2002 — Федеральний хрест заслуг (Стрічка і Зірка) ФРН
- 2004 — Нагорода імені Кілліана МТІ